# قائمة حروب السعودية

علم الحرب للجيش العربي السعودي

قائمة حروب السّعودية، خاضت الدّولة السّعودية العديد من الحروب والمعارك عبر تاريخها، هذه قائمة بالحروب الّتي خاضتها منذ عهد إمارة الدّرعية إلى عهد المملكة العربيّة السّعودية. بدأ التّاريخ الحربي لآل سعود بعد لقاء الشّيخ محمّد بن عبد الوهاب بمحمّد بن سعود وإقرارهما لميثاق الدّرعية، وكانت أوّل حرب حقيقية خاضوها هي الحرب الطّويلة ضد أمير الرّياض دهام بن دواس ثمّ الحرب ضدّ قبيلة بني خالد الّتي انتهت بضم الأحساء للدولة، ثمّ غزو بن عفيصان للبحرين وقطر ثمّ الكويت، وخاضت الدّولة السّعودية الأولى عدّة حُروب قبل سُقوطها على يد الجيش المصري بعد الحرب السّعودية العثمانية.
بعد مُغادرة إبراهيم باشا نجد، تمرّد تُركي بن عبد الله بن محمّد آل سعود على الحكم التّركي وأعاد إحياء الدّولة السّعودية، وهذه المرّة وقعت فيها حرب أهلية بين أتباع سعود بن فيصل بن تُركي آل سعود وأتباع عبد الرّحمن بن فيصل (والد الملك عبد العزيز مُؤسّس المملكة العربيّة السّعودية) انتهت بانتصار الأوّل واستبداده بالحُكم، ولم تلبث الدولة كثيراً إذ سقطت بعد معركة المليداء ضدّ إمارة جبل شمر وقامت بعد سقوطها الدّولة السّعودية الثّالثة الّتي خاضت العديد من الحُروب ضدّ إمارة جبل شمر والدّولة العُثمانية وإمارة الكويت، واعتمد الجيش السّعودي في هذه المرحلة كثيرًا على رجال حركة إخوان من طاع الله الّذين شكلوا قوة ضاربة ساعدت عبد العزيز على السيطرة على أجزاء كبيرة من الجزيرة العربيّة، ممّا أدّى إلى طرد العثمانيين من الأحساءوإسقاط إمارة جبل شمر، وبعد اتساع مساحة الدّولة غيّر الأمير عبد العزيز اسمها من إمارة نجد والأحساء إلى سلطنة نجد وتسمّى بالسّلطان(9)، خاضت الدّولة في هذا العهد حرب وحيدة ضد المملكة الحجازية الهاشمية، تكللت الحملة بانتصار حاسم سعودي بدعم كبير من إخوان من طاع الله، أدّى إلى ضم الحجاز إلى الدّولة، وتسمّى السّلطان عبد العزيز بملك الحجاز ونجد ومُلحقاتها، خاضت المملكة الوليدة بعد هذا حربًا طاحنةً ضدّ تمرّد إخوان من طاع الله، وأضحى حلفاء الأمس يشكلون أكبر تهديد للدّولة ولكن الملك عبد العزيز وبدعم بريطاني تمكن من سحق التمرّد. بعد توحيد الدّولة تغيّر اسمها إلى المملكة العربية السعودية الّتي دخلت منذ تأسيسها في العديد من التّحالفات العسكرية كان أولها (حرب 48) وآخرها (التدخل العسكري في اليمن).

## حروب إمارة الدّرعية
| الصّراع                                      | الطّرف الأوّل                      | الطرف الثّاني                        | النّتيجة | الحاكم                     | الخسائر                                           |
| ------------------------------------------- | -------------------------------- | ----------------------------------- | --- | -------------------------- | ------------------------------------------------- |
| الصّراع السّعودي مع دهام بن دواس (1774-1746)  | الدولة السعودية الأولى           | إمارة الرّياض                        | انتصار الفتح السعودي للرياض هروب بن دواس إلى الأحساء | محمد بن سعود آل سعود       | 1700 قتيل                                         |
| وقعة العجمان                                | الدولة السعودية الأولى           | فريق من قبيلة العجمان               | انتصار مقتل 50 من العجمان وهروب الناجين من العجمان إلى نجران حيث القبائل اليامية | محمد بن سعود آل سعود       | غير معروف                                         |
| معركة الحاير (1764)                         | الدولة السعودية الأولى           | قبائل يام · الإمارة الخالدية الأولى | هزيمة تم الاتفاق على تبادل الأسرى وانسحاب جيش نجران. | عبد العزيز بن محمد آل سعود | 500 قتيل 300 أسير                                 |
| حصار عريعر بن دجين للدرعية (1765)           | الدولة السعودية الأولى           | الإمارة الخالدية الأولى             | انتصار فك عريعر بن دجين للحصار مقتل 40 من رجاله | عبد العزيز بن محمد آل سعود | غير معروف                                         |
| غارة الدلم                                  | الدولة السعودية الأولى           | زيد بن زامل أمير الدلم              | انتصار خسائر كبيرة دفعت أمير الدلم أميرها لمحالفة لأمير نجران | عبد العزيز بن محمد آل سعود | غير معروف                                         |
| معركة الحاير الثانية                        | الدولة السعودية الأولى           | زيد بن زامل أمير الدلم قبائل يام    | انتصار ضم الدلم لحق ذلك رجوع زيد اليها ليبدأ حصار الدلم | عبد العزيز بن محمد آل سعود | غير معروف                                         |
| حصار الدلم                                  | الدولة السعودية الأولى           | زيد بن زامل أمير الدلم              | انتصار جعل لأمارة الدلم سليمان ابن عفيصان | عبد العزيز بن محمد آل سعود | غير معروف                                         |
| وقعة غريميل (1789)                          | الدولة السعودية الأولى           | الإمارة الخالدية الأولى             | انتصار دخول الأحساء ضمن دائرة النفوذ السعودي | عبد العزيز بن محمد آل سعود | غير معروف                                         |
| وقعة الشيط (1792)                           | الدولة السعودية الأولى           | الإمارة الخالدية الأولى             | انتصار هزيمة بني خالد وتفرق جموعهم استولى السعوديون على جميع ما معهم من الأموال والأمتعة والإبل بالإضافة إلى ما يزيد عن مائتين من الخيل.                                                                                  | عبد العزيز بن محمد آل سعود | عدة رجال على رأسهم أمير الخرج سليمان بن عفيصان    |
| انقلاب الأحساء (1792)                       | الدولة السعودية الأولى           | الإمارة الخالدية الأولى             | هزيمة عودة زيد بن عريعر أميراً على الأحساء قبض العامة على جميع رجال الدعوة والإرشاد وأعدموهم وجروهم على وجوههم في الطرقات والأسواق.                                                                                        | عبد العزيز بن محمد آل سعود | مقتل الأمير محمد الحملى وعدد كبير من رجال الدعوة. |
| إخضاع الأحساء (1793)                        | الدولة السعودية الأولى           | الإمارة الخالدية الأولى             | انتصار زوال دولة بني خالد بالأحساء تعين براك المحسن نائباً عن الدولة في الأحساء. | عبد العزيز بن محمد آل سعود | غير معروف                                         |
| الغزو السعودي لقطر (1798-1793)              | الدولة السعودية الأولى           | آل خليفة                            | انتصار ضم قطر للدولة السعودية الأولى. | عبد العزيز بن محمد آل سعود | خسائر فادحة بالأرواح                              |
| غزو بن عفيصان للكويت (1793)                 | الدولة السعودية الأولى           | إمارة الكويت · بريطانيا العظمى      | هزيمة تراجع آل سعود من إمارة الكويت | عبد العزيز بن محمد آل سعود | لا تذكر                                           |
| وقعة الجمانية (1795)                        | الدولة السعودية الأولى           | الأشراف                             | انتصار توسع الدولة السعودية نحو الحجاز | عبد العزيز بن محمد آل سعود | 100 قتيل                                          |
| وقعة الخرمة                                 | الدولة السعودية الأولى           | الأشراف                             | انتصار | عبد العزيز بن محمد آل سعود | غير معروف                                         |
| ضم نجران                                    | الدولة السعودية الأولى           | نجران                               | انتصار | عبد العزيز بن محمد آل سعود | غير معروف                                         |
| وقعة الرقيقة (1796)                         | الدولة السعودية الأولى           | أهل الأحساء                         | انتصار تعيين ناجم بن دهنيم نائباً على الأحساء. | عبد العزيز بن محمد آل سعود | غير معروف                                         |
| حصار التنومة (1796)                         | الدولة السعودية الأولى           | إيالة بغداد                         | هزيمة دخل ثويني السعدون المنتدب من سليمان باشا البلدة بعد معادة سلام بعد حصار دام 8 شهور لكنه نقضها و قتل رجالها العزل خلال صلاة الجمعة الإمام عبد العزيز بن محمد آل سعود حرّك غزواً لالعراق للانتقام من مذبحة ثويني        | عبد العزيز بن محمد آل سعود | 170 رجل اعزل                                      |
| حملة علي الكهية على الأحساء (1799)          | الدولة السعودية الأولى           | إيالة بغداد                         | انتصار فشل الحملة. | عبد العزيز بن محمد آل سعود | غير معروف                                         |
| حصار رأس الخيمة (1799)                      | الدولة السعودية الأولى           | القواسم                             | انتصار فك الحصار انضمام القواسم للدولة السعودية الأولى هدم القباب وتسوية القبور الموجودة في رأس الخيمة. | عبد العزيز بن محمد آل سعود | غير معروف                                         |
| الحملة البريطانية الأولى على القواسم (1800) | القواسم · الدولة السعودية الأولى | بريطانيا العظمى                     | هزيمة توقيع اتفاقية السلام (قلنامة) بين الإنجليز والقواسم. | عبد العزيز بن محمد آل سعود | غير معروف                                         |
| تحرير البحرين من الغزو العَماني (1801)       | الدولة السعودية الأولى · البحرين | الدولة البوسعيدية                   | انتصار دخول البحرين تحت الحكم السعودي. | عبد العزيز بن محمد آل سعود | غير معروف                                         |
| الغزو السعودي لكربلاء (1802)                | الدولة السعودية الأولى           | إيالة بغداد                         | انتصار مقتل 300 على الأقل من أهل كربلاء هدم معظم الأضرحة وسلب المدينة. | عبد العزيز بن محمد آل سعود | لا توجد خسائر                                     |
| غزوة البصرة (1803)                          | الدولة السعودية الأولى           | إمارة المنتفق                       | انتصار أسر منصور بن ثامر أمير المنتفق هدم قباب ومشاهد الزبير. | عبد العزيز بن محمد آل سعود | غير معروف                                         |
| غزو عبد الوهاب بن عامر لجدة (1803)          | الدولة السعودية الأولى           | الأشراف                             | انتصار مقتل 600 جندي من جيش الشريف. | عبد العزيز بن محمد آل سعود | غير معروف.                                        |
| حصار الكويت (1808)                          | الدولة السعودية الأولى           | الكويت                              | هزيمة. | عبد العزيز بن محمد آل سعود | غير معروف.                                        |
| معركة خكيكرة (1811)                         | الدولة السعودية الأولى           | البحرين · إمارة الكويت              | هزيمة استقلال البحرين عن الدولة السعودية الأولى | سعود الكبير                | 300 قتيل                                          |
| معركة وادي الصفراء (1812)                   | الدولة السعودية الأولى           | الدولة العثمانية                    | انتصار تراجع قوات طوسون باشا إلى ينبع. مقتل 4000 من القوات المصرية. اغتنم السعوديون 7 مدافع. | سعود الكبير                | 600 قتيل                                          |
| معركة المدينة المنورة (1812)                | الدولة السعودية الأولى           | الدولة العثمانية                    | هزيمة استعادت الدولة العثمانية السيطرة على المدينة المنورة. | سعود الكبير                | 4000 قتيل                                         |
| معركة جدة (1813)                            | الدولة السعودية الأولى           | الدولة العثمانية                    | هزيمة استعادت الدولة العثمانية السيطرة على جدة. | سعود الكبير                | غير معروف                                         |
| معركة الحناكية الأولى (1813)                | الدولة السعودية الأولى           | الدولة العثمانية                    | انتصار تمكنت قوات الدولة السعودية من أسر 300 مقاتل من القوات المصرية، هم طليعة القوات المتقدمة نحو نجد. | سعود الكبير                | غير معروف                                         |
| معركة تربة الأولى (1813)                    | الدولة السعودية الأولى           | الدولة العثمانية                    | انتصار هزيمة ساحقة لقوات طوسون باشا. | سعود الكبير                | غير معروف                                         |
| معركة الطائف (1813)                         | الدولة السعودية الأولى           | الدولة العثمانية                    | هزيمة تمكن الشريف غالب من إيقاع الهزيمة بقوات الدولة السعودية، وأسر قائد الحملة عثمان المضايفي وأرسله إلى مصر حيث أعدم.                                                                                                   | سعود الكبير                | 50 قتيل                                           |
| معركة تربة الثانية (1814)                   | الدولة السعودية الأولى           | الدولة العثمانية                    | انتصار هزمت قوات طوسون باشا وانسحبت إلى الطائف بعد أن تكبدت خسائر كبيرة. انشق الأشراف عن القوات المصرية وانضم بعضهم إلى القوات السعودية.                                                                                  | سعود الكبير                | غير معروف                                         |
| معركة القنفذة الأولى (1814)                 | الدولة السعودية الأولى           | الدولة العثمانية                    | انتصار فشلت القوات المصرية في احتلال القنفذة | سعود الكبير                | غير معروف                                         |
| معركة القنفذة الثانية (1814)                | الدولة السعودية الأولى           | إيالة مصر                           | انتصار تمكنت القوات السعودية من فك الحصار عن القنفذة، وأجبرت القوات المصرية على الانسحاب إلى الطائف بعد أن كبدتها العديد من الخسائر البشرية والمادية.                                                                     | عبد الله بن سعود آل سعود   | غير معروف                                         |
| معركة بسل (1815)                            | الدولة السعودية الأولى           | إيالة مصر                           | هزيمة سيطرت القوات المصرية على تربة وبسل. | عبد الله بن سعود آل سعود   | 100 قتيل                                          |
| معركة بيشة (1815)                           | الدولة السعودية الأولى           | إيالة مصر                           | هزيمة سيطرت القوات المصرية على بيشة ورنية. | عبد الله بن سعود آل سعود   | 100 قتيل                                          |
| معركة عسير (1815)                           | الدولة السعودية الأولى           | إيالة مصر                           | هزيمة سيطرت القوات المصرية على عسير والقنفذة. قامت القوات المصرية بالقبض على طامي بن شعيب وارسلته إلى مصر ومنها إلى الآستانة حيث أعدم هناك.                                                                               | عبد الله بن سعود آل سعود   | مقتل طامي بن شعيب                                 |
| معركة قصر البعجاء (1815)                    | الدولة السعودية الأولى           | إيالة مصر                           | انتصار مقتل 110 من جيش محمد علي باشا. | عبد الله بن سعود آل سعود   | غير معروف                                         |
| معركة الحناكية الثانية (1817)               | الدولة السعودية الأولى           | إيالة مصر                           | هزيمة تمكنت القوات المصرية من السيطرة على الحناكية ثم تقدمت وبدأت بحصار الرس. | عبد الله بن سعود آل سعود   | 200 قتيل                                          |
| حصار الرس (1817)                            | الدولة السعودية الأولى           | إيالة مصر                           | عقد صلح بعد أن طالت فترة الحصار قام إبراهيم باشا بعقد صلح مع أهالي الرس، وأكمل إلى عنيزة. | عبد الله بن سعود آل سعود   | 70 قتيل                                           |
| حصار عنيزة (1817)                           | الدولة السعودية الأولى           | إيالة مصر                           | هزيمة استسلمت الحامية السعودية في عنيزة، فدخلتها القوات المصرية وتقدمت إلى بريدة فدخلتها بدون قتال. | عبد الله بن سعود آل سعود   | عدة قتلى                                          |
| حصار ضرما (1817)                            | الدولة السعودية الأولى           | إيالة مصر                           | هزيمة دخلت القوات المصرية إلى ضرما بعد أن أعطوا أهلها الآمان ثم غدروا بهم فقتلوا الرجال وأسروا النساء وقاموا بإرسالهم إلى الدرعية. مقتل 600 من القوات المصرية.                                                            | عبد الله بن سعود آل سعود   | 2050 قتيل                                         |
| حصار الدرعية (1818)                         | الدولة السعودية الأولى           | إيالة مصر                           | هزيمة تمكنت القوات المصرية من دخول الدرعية عاصمة الدولة السعودية الأولى وقامت بتخريبها، وأسرت الامام عبد الله بن محمد وقامت بإرساله إلى مصر ومنها إلى الأستانة حيث أعدم هناك، فكانت هذه نهاية الدولة السعودية الأولى. (1) | عبد الله بن سعود آل سعود   | 1300 قتيل                                         |

## حروب إمارة نجد
| الصّراع                              | الطّرف الأوّل                       | الطّرف الثّاني                       | النّتيجة                                                                                      | الحاكم                     | الخسائر              |           |
| ----------------------------------- | --------------------------------- | ---------------------------------- | -------------------------------------------------------------------------------------------- | -------------------------- | -------------------- | --------- |
| ثورة نجد (2)                        | الدولة السعودية الثانية           | إيالة مصر                          | انتصار تأسيس الدولة السعودية الثانية                                                         | تركي بن عبد الله آل سعود   | غير معروف            |           |
| معركة السبية (1830)(4)              | إمارة نجد                         | الإمارة الخالدية الثانية           | إنتصار سقوط دولة بني خالد وضم شرقي الجزيرة العربية و الأحساء والقطيف للدولة السعودية الثانية | تركي بن عبد الله آل سعود   | لا تذكر              |           |
| معركة الحلوة (1837)                 | إمارة نجد                         | إيالة مصر                          | إنتصار انسحاب الجيش التركي إلي الرياض                                                        | فيصل بن تركي آل سعود       | 4926قتيل             |           |
| حرب نجد الأهلية (1875 - 1865) (3)   | أتباع سعود بن فيصل                | عبد الرحمن بن فيصل بن تركي آل سعود | انتصار أتباع سعود نفي عبد الرحمن بن فيصل إلى حائل                                            | فيصل بن تركي آل سعود       | سعود بن فيصل آل سعود | غير معروف |
| الحملة العثمانية على الأحساء (1871) | الدولة السعودية الثانية           | الدولة العثمانية · الكويت          | هزيمة الفتح العثماني لسنجق نجد                                                               | غير معروف                  | سعود بن فيصل آل سعود |           |
| معركة الجفر (1879)                  | الدولة السعودية الثانية · البحرين | قوات عبد الله بن فيصل              | انتصار قوات سعود بن فيصل                                                                     | غير معروف                  | سعود بن فيصل آل سعود |           |
| معركة عروى (1883)                   | الدولة السعودية الثانية           | إمارة جبل شمر                      | هزيمة                                                                                        | غير معروف                  | سعود بن فيصل آل سعود |           |
| معركة حريملاء (1891)                | الدولة السعودية الثانية           | إمارة جبل شمر                      | هزيمة نهاية الدولة السعودية الثانية                                                          | عبد الرحمن بن فيصل آل سعود | حوالي 300 قتيل       |           |

## حروب تأسيس إمارة نجد والأحساء
| الصراع              | الطرف الأول | الطرف الثاني  | النتيجة                                                                          | الحاكم            | الخسائر |
| ------------------- | ----------- | ------------- | -------------------------------------------------------------------------------- | ----------------- | ------- |
| معركة الرياض (1902) | آل سعود     | إمارة جبل شمر | انتصار تأسيس إمارة نجد والأحساء سيطرة الأمير عبدالعزيز على الرياض مقتل ابن عجلان | الأمير عبد العزيز | 7 قتلى  |

## حروب إمارة نجد والأحساء
| الصراع                  | الطرف الأول                                      | الطرف الثاني                     | النتيجة | الحاكم                 | الخسائر                                         |
| ----------------------- | ------------------------------------------------ | -------------------------------- | --- | ---------------------- | ----------------------------------------------- |
| معركة الدلم (1903)      | الدولة السعودية الثالثة · إمارة الكويت           | إمارة جبل شمر                    | انتصار انتصار عبد العزيز آل سعود، على عبد العزيز بن متعب آل رشيد، بعد طرد حامية ابن رشيد منها.                                                                                                   | عبدالعزيز بن عبدالرحمن | 160 قتيلاً                                       |
| معركة جو لبن (1903)     | الدولة السعودية الثالثة · إمارة الكويت · المنتفق | قبيلة مطير                       | هزيمة[وفقًا لِمَن؟] مقتل عبطان السعدون أحد مقاتلي سعدون الأشقر السعدون | عبدالعزيز بن عبدالرحمن | 160 قتيلاً                                       |
| معركة البكيرية (1904)   | الدولة السعودية الثالثة · إمارة الكويت           | إمارة جبل شمر · الدولة العثمانية | انتصار انتصار عبد العزيز آل سعود، على سرية ابن رشيد بقيادة سلطان الحمود الرشيد، وفتك بالحامية الرشيدية واستولى على المستودعات التي رتبها ابن رشيد. مقتل 1000 من الجيش العثماني و 300 من أهل حائل | عبدالعزيز بن عبدالرحمن | 900 قتيل                                        |
| معركة الشنانة (1904)    | الدولة السعودية الثالثة                          | إمارة جبل شمر · الدولة العثمانية | انتصار انتصار قوات عبد العزيز آل سعود، على قوات ابن رشيد، واستطاع تركيز سلطته في بلاد نجد. اضعاف النفوذ العثماني في نجد                                                                          | عبدالعزيز بن عبدالرحمن | قُتِل من قوات عبد العزيز آل سعود حوالي 1,000 رجل. |
| معركة روضة مهنا (1906)  | الدولة السعودية الثالثة                          | إمارة جبل شمر                    | انتصار انتصار عبد العزيز آل سعود، وعقد متعب آل رشيد صلحاً معه، تنازل بموجبه عن جميع بلاد القصيم وسائر مناطق نجد مقتل عبد العزيز بن رشيد أمير إمارة جبل شمر.                                       | عبدالعزيز بن عبدالرحمن | 35 قتيلاً                                        |
| معركة الطرفية (1907)    | الدولة السعودية الثالثة                          | إمارة جبل شمر                    | انتصار انتصار عبد العزيز آل سعود | عبدالعزيز بن عبدالرحمن | غير معروف                                       |
| معركة ضم الأحساء (1913) | الدولة السعودية الثالثة · إخوان من طاع الله      | الدولة العثمانية                 | انتصار دخول الأحساء تحت الحكم السعودي انتهاء التواجد العثماني في الأحساء | عبدالعزيز بن عبدالرحمن | لا تذكر                                         |
| معركة جراب (1915)       | الدولة السعودية الثالثة                          | إمارة جبل شمر                    | هزيمة مقتل الضابط البريطاني شكسبير(5). | عبدالعزيز بن عبدالرحمن | خسائر فادحة                                     |
| معركة كنزان (1915)      | الدولة السعودية الثالثة                          | قوات قبيلة العجمان               | هزيمة نزوح قبيلة العجمان إصابة الإمام عبد العزيز | عبدالعزيز بن عبدالرحمن | مقتل سعد بن عبد الرحمن (شقيق الإمام)            |
| معركة تربة (1919)       | الدولة السعودية الثالثة · إخوان من طاع الله      | المملكة الحجازية الهاشمية        | انتصار تنازلات عن بعض الأراضي من قبل الهاشميين ومُني جيش الشريف بهزيمة ساحقة إذ قتل من جيشه 5065 مقاتلاً.                                                                                          | عبدالعزيز بن عبدالرحمن | 500                                             |
| معركة حمض (1920)        | الدولة السعودية الثالثة · إخوان من طاع الله      | إمارة الكويت                     | هزيمة نشوب معركة الجهراء | عبدالعزيز بن عبدالرحمن | غير معروف                                       |
| معركة الجهراء (1920)    | الدولة السعودية الثالثة · إخوان من طاع الله      | إمارة الكويت                     | هزيمة تراجع الإخوان عن ضم الكويت توقيع معاهدة العقير | عبدالعزيز بن عبدالرحمن | 500 قتيل                                        |
| معركة حجلا (1920)       | الدولة السعودية الثالثة · إخوان من طاع الله      | إمارة عسير                       | انتصار انتصار قوات عبد العزيز آل سعود بقيادة عبد العزيز بن مساعد بن جلوي - وكان أغلب الجيش من الأخوان - على هزيمة جيش ابن عايض.                                                                  | عبدالعزيز بن عبدالرحمن | غير معروف                                       |

## حروب سلطنة نجد
| الصراع                                   | الطرف الأول                   | الطرف الثاني                               | النتيجة | الحاكم                 | الخسائر          |
| ---------------------------------------- | ----------------------------- | ------------------------------------------ | --- | ---------------------- | ---------------- |
| معركة النيصية (1921)                     | سلطنة نجد · إخوان من طاع الله | إمارة جبل شمر                              | انتصار تراجع محمد آل رشيد وقواته و دخولهم أسوار حائل -تقلص إمارة جبل شمر تكامل قوات الإخوان بداية حصار حائل | عبدالعزيز بن عبدالرحمن | 480 قتيل         |
| سقوط حائل (1921)                         | سلطنة نجد · إخوان من طاع الله | إمارة جبل شمر                              | انتصار فتح حائل، وسقوط إمارة جبل شمر                                                                        | عبدالعزيز بن عبدالرحمن | لا تذكر          |
| غارات الإخوان على شرق الأردن (1922-1924) | سلطنة نجد · إخوان من طاع الله | الإمبراطورية البريطانية · إمارة شرق الأردن | هزيمة توقيع معاهدة العقير تراجع الإخوان عن ضم الأردن                                                        | عبدالعزيز بن عبدالرحمن | أكثر من 500 قتيل |
| معركة حرملة (1923)                       | سلطنة نجد · إخوان من طاع الله | إمارة عسير                                 | انتصار القضاء على إمارة آل عائض ضم عسير إلى الدولة السعودية الثالثة                                         | عبدالعزيز بن عبدالرحمن | غير معروف        |
| الحرب النجدية الحجازية (1925 - 1924)     | سلطنة نجد · إخوان من طاع الله | مملكة الحجاز                               | انتصار دخول الحجاز تحت الحكم السعودي                                                                        | عبدالعزيز بن عبدالرحمن | غير معروفة       |

## حروب مملكة نجد والحجاز وملحقاتها
| الصراع                     | الطرف الأول                                                  | الطرف الثاني      | النتيجة                                                        | الحاكم                 | الخسائر                |
| -------------------------- | ------------------------------------------------------------ | ----------------- | -------------------------------------------------------------- | ---------------------- | ---------------------- |
| تمرد الإخوان (1929 - 1930) | مملكة نجد والحجاز وملحقاتها · إمارة الكويت · المملكة المتحدة | إخوان من طاع الله | انتصار نهاية الإخوان كقوة عسكرية مقتل 950 من الإخوان وجرح 500. | عبدالعزيز بن عبدالرحمن | مئات القتلى والجرحى(8) |

## حروب المملكة العربية السعودية
| الصراع                                               | الطرف الأول | الطرف الثاني                                                                      | النتيجة | الحاكم                 | الخسائر                                 |
| ---------------------------------------------------- | --- | --------------------------------------------------------------------------------- | --- | ---------------------- | --------------------------------------- |
| تمرد الأدارسة (1933-1931)                            | السعودية | الإمارة الإدريسية المملكة المتوكلية اليمنية                                       | انتصار إخماد التمرد لجوء الأدارسة إلى المملكة المتوكلية قيام الحرب اليمنية السعودية | عبدالعزيز بن عبدالرحمن | غير معروف                               |
| الحرب السعودية اليمنية (1934)                        | السعودية | المملكة المتوكلية اليمنية                                                         | انتصار سيطرة السعودية على حدود عسير ونجران وجازان الجنوبية | عبدالعزيز بن عبدالرحمن | 3500-4000 قتيل                          |
| القصف الإيطالي على البحرين وشرق السعودية (1940)      | السعودية · المملكة المتحدة · البحرين | المملكة الإيطالية                                                                 | لم تحقق الحملة هدفها لم يدمر القصف منشئات النفط | عبدالعزيز بن عبدالرحمن | خسائر طفيفة                             |
| الحرب العربية الإسرائيلية الأولى (1948–1949)         | مصر · العراق · الأردن · سوريا · لبنان · السعودية · جيش الجهاد المقدس · جيش الإنقاذ العربي | إسرائيل                                                                           | هزيمة توقّف الهجوم العربي، فشل التعبئة العسكرية والاستراتيجية العربية. هدنة 1949؛ إسرائيل تستولي على الأراضي المخصصة لها بموحب قرار تقسيم فلسطين إضافة إلى استيلائها على 50% من الأرض المخصصة للدولة العربية الفلسطينية. ضم الضفة الغربية من قبل الأردن وإدارة قطاع غزة من قبل مصر. | عبدالعزيز بن عبدالرحمن | 800 قتيل                                |
| حرب البريمي (1950)                                   | السعودية | بريطانيا · سلطنة مسقط وعمان · إمارة أبوظبي                                        | هزيمة سيطرة بريطانيا على واحة البريمي | عبدالعزيز بن عبدالرحمن | غير معروف                               |
| أزمة عبد الكريم قاسم (1961–1963)                     | الكويت · المملكة المتحدة · السعودية · الأردن · الجمهورية العربية المتحدة · السودان | العراق                                                                            | نجاح المهمة إنتهت الأزمة بعد الإنقلاب العسكري على الرئيس عبد الكريم قاسم و إعدامه، أرسلت السعودية قوات إلى الكويت مكونة من 1,281 عسكري سعودي . | سعود بن عبدالعزيز      | مهمة حفظ سلام                           |
| حرب اليمن 1962 (1962 - 1970)                         | المملكة المتوكلية اليمنية · السعودية · المملكة المتحدة · الأردن · إسرائيل (دعم محدود) · إيران | الجمهورية العربية اليمنية · مصر · الاتحاد السوفييتي                               | هزيمة توقف السعودية عن دعم الملكيين | فيصل بن عبدالعزيز      | 1,000 قتيل (تشمل الجنود فقط)            |
| حرب الوديعة (1969)                                   | السعودية | اليمن الجنوبي                                                                     | انتصار سيطرة السعودية على شرورة والوديعة | فيصل بن عبدالعزيز      | 6 قتلى                                  |
| حرب اكتوبر (1973)                                    | مصر · سوريا · الأردن · العراق · الجزائر · المغرب · السعودية · الكويت · كوبا · تونس · ليبيا · السودان | إسرائيل                                                                           | انتصار عربي، أدّى إلى هُدنة في ظل وجود أراض عربية محتلة، علما بأن كلا الطرفين ادعيا النصر *نجحت مصر في تدمير خط بارليف واستعادة أجزاء من شبه جزيرة سيناء. - استعادت سوريا مدينة القنيطرة ودمرت خط آلون. - توقّف الهجوم العربي على إسرائيل، بموجب وقف إطلاق النار برعاية الأمم المتحدة. - اتفاقية فك الاشتباك الأولى ثم اتفاقية فك الاشتباك الثانية على الجبهة المصرية. - مؤتمر جنيف (1973) واتفاق سيناء المؤقت. - اتفاقية فك الاشتباك بين سوريا وإسرائيل على الجبهة السورية. - استكمال تحرير سيناء بموجب معاهدة السلام المصرية الإسرائيلية. | فيصل بن عبدالعزيز      | 36 قتيل                                 |
| قوات الردع العربية في لبنان (1976-1978)              | قوات الردع العربية : · سوريا · السودان · السعودية · ليبيا · الإمارات العربية المتحدة · اليمن الجنوبي | الحرب الأهلية اللبنانية                                                           | فشل المهمة استمرار الحرب الأهلية اللبنانية و خروج قوات الردع العربية في 1978 ما عدا سوريا، توقيع إتفاق الطائف عام 1989، بقاء الجيش السوري في لبنان حتى عام 2005 | خالد بن عبدالعزيز      | مهمة حفظ سلام                           |
| حادثة الحرم المكي (1979)                             | السعودية | الجماعة السلفية المحتسبة                                                          | انتصار استعادت القوات السعودية السيطرة على الحرم المكي | خالد بن عبدالعزيز      | قتل 127 جنديا 11 مدنيا                  |
| إنتفاضة محرم (1979)                                  | السعودية | منظمة الثورة الإسلامية في الجزيرة العربية · الحزب الشيوعي السعودي                 | انتصار قمع الانتفاضة إغلاق جوازات القطيف وتحويل المراجعين إلى الدمام هدم قلعة القطيف | خالد بن عبدالعزيز      | غير معروف                               |
| الاختراق الإيراني للمجال الجوي السعودي (1984)        | السعودية | إيران                                                                             | انتصار إسقاط طائرتين إيرانيتين وإصابة ثالثة عدم نجاح إيران في ضرب المنشئات النفطية السعودية | فهد بن عبدالعزيز       | لا تذكر                                 |
| أحداث مكة (1987)                                     | السعودية | الحجاج الإيرانيون                                                                 | انتصار تم فض المظاهرات، مع وقوع بعض الخسائر في الأرواح لدى الجانبين، إذ قتل أكثر من 400 شخصًا: 275 حاجاًّ إيرانياً، 42 حاجاً من جنسيات أخرى، و85 رجل أمن سعودي. | فهد بن عبدالعزيز       | مقتل 85 رجل أمن سعودي                   |
| حرب الخليج الثانية (1991)                            | الكويت · الولايات المتحدة · كندا · السعودية · المملكة المتحدة · فرنسا · مصر · سوريا · المغرب | العراق                                                                            | انتصار انسحاب عراقي من الكويت؛ استعادة النظام الأميري عقوبات على العراق خسائر فادحة وتدمير البنية التحتية العراقية والكويتية إقامة مناطق حظر الطيران العراقية | فهد بن عبدالعزيز       | 122 قتيلاً                               |
| مناطق حظر الطيران على العراق (1991 - 2003)           | الولايات المتحدة · هولندا · السعودية · المملكة المتحدة · فرنسا · أستراليا · تركيا · بلجيكا · إيطاليا | العراق                                                                            | انتصار السيطرة على الأجواء الإقليمية العراقية . | فهد بن عبدالعزيز       | لا يوجد                                 |
| حادثة الخفوس (1992)                                  | السعودية | قطر                                                                               | انتصار سيطرة السعودية على معبر الخفوس الحدودي | فهد بن عبدالعزيز       | مقتل ضابط واحد                          |
| مهمة الأمم المتحدة العسكرية في الصومال (1993 - 1995) | الأمم المتحدة : · الولايات المتحدة · السعودية · مصر · فرنسا · ألمانيا · إيطاليا · الكويت · الأردن · المغرب · إسبانيا · تونس · الإمارات العربية المتحدة · المملكة المتحدة · أستراليا                                                                                              | المؤتمر الصومالي الموحد                                                           | فشل المهمة انسحاب بعثة الأمم المتحدة العسكرية و الولايات المتحدة الأمريكية من الصومال . | فهد بن عبدالعزيز       | مهمة حفظ سلام                           |
| اشتباكات الدويمة (1998)                              | السعودية | اليمن                                                                             | توقيع معاهدة جدة توقيع معاهدة جدة بين السعودية واليمن لترسيم الحدود بين البلدين . | فهد بن عبدالعزيز       | خسائر طفيفة                             |
| الصراع السعودي مع القاعدة (2009-1995)(6)             | السعودية | القاعدة                                                                           | انتصار مقتل عدد كبير من الأجانب والجنود السعوديين مقتل جميع قادة القاعدة في السعودية لجوء من تبقى من عناصر القاعدة إلى الأراضي اليمنية اندماج بين تنظيمَي القاعدة في كل من السعودية واليمن وتشكيل تنظيم القاعدة في جزيرة العرب ومقرة اليمن. | فهد بن عبدالعزيز       | مقتل المئات                             |
| عملية الأرض المحروقة (2009 - 2010)                   | اليمن · السعودية | الحوثيون                                                                          | غير حاسم وقف إطلاق النار بعد قبول المتمردين شروط الهدنة الذي قدمته الحكومة. | عبدالله بن عبدالعزيز   | 133 جنديا 4 مدنيين                      |
| تدخل قوات درع الجزيرة في البحرين (2011-الآن)         | قوات درع الجزيرة: · السعودية · الإمارات العربية المتحدة · قطر · الكويت (قوات بحرية فقط) | المعارضة البحرينية                                                                | مستمرة تواجدت القوات بناء على طلب من حكومة مملكة البحرين لتأمين بعض الأماكن الحيوية والإستراتيجية . | عبدالله بن عبدالعزيز   | مقتل ضابط إماراتي واحد، مهمة حفظ سلام . |
| أحداث القطيف (مارس 2011-الآن)                        | السعودية | متظاهرين ومسلحين من قائمة المطلوبين الـ 23 .                                      | مستمرة بدأت كمظاهرات وإحتجاجات بالتزامن مع الربيع العربي ثم تحولت إلى عنف متبادل نتج عنه قتلى وجرحى من المتظاهرين ورجال الأمن والمدنيين | عبدالله بن عبدالعزيز   | مقتل 11+ رجل أمن وإصابة +30             |
| حادثة شرورة (2014)                                   | السعودية | القاعدة في جزيرة العرب                                                            | خسائر من الطرفين مقتل أربع جنود سعوديين مقتل خمسة من مقاتلي القاعدة | عبدالله بن عبدالعزيز   | مقتل 4 جنود                             |
| الصراع السعودي مع داعش (2014-الآن)(7)                | السعودية | ولاية نجد التابعة لداعش                                                           | جارية مقتل العديد من الجنود والمواطنين السعوديين مقتل العديد من مقاتلي داعش داهمت الجهات الأمنية السعودية العديد من الخلايا التابعة لداعش القبض على العديد من المنتمين لداعش. | عبدالله بن عبدالعزيز   | مقتل 21 عسكرياً مقتل 39 مدنياً            |
| العمليات العسكرية على داعش (2014 – الآن)             | العراق · الحكومة الإقليمية الكردستانية · الجيش السوري الحر · الولايات المتحدة · أستراليا · الدنمارك · فرنسا · المملكة المتحدة · بلجيكا · كندا · هولندا · إيطاليا · إسبانيا · تركيا · النرويج · نيوزيلندا · قطر · الأردن · الإمارات العربية المتحدة · السعودية · البحرين · المغرب | تنظيم الدولة الإسلامية (داعش) جبهة النصرة · منظمة خراسان أحرار الشام              | جارية | عبدالله بن عبدالعزيز   | مقتل 3 جنود                             |
| التدخل العسكري في اليمن (2015 – الآن)                | السعودية البحرين · الكويت · قطر · الإمارات العربية المتحدة · مصر · الأردن · المغرب · السنغال · بنغلاديش · السودان · | اللجنة الثورية · المقاتلون الحوثيون · الجيش المؤيد لعلي عبد الله صالح والحوثيين · | جارية إعلان التحالف تحقيق أهداف عملية عاصفة الحزم. تم الحد من سيطرة الحوثيين. ووقف تقدمهم. ولا يزال الرئيس هادي الرئيس الشرعي لليمن. - أعلنت قوات التحالف بدء "عملية إعادة الأمل" وتسيير الاغاثة الانسانية والتحرك نحو استئناف العملية السياسية، وأعلنت عدد من الهدنات الإنسانية. - لم تُستأنف العملية السياسية ودعمت قوات التحالف المقاومة الشعبية والجيش الوطني الذي تمكن من استعادة أجزاء واسعة من اليمن. | سلمان بن عبد العزيز    | 50 جندي قتل. 17–14 مدني قتيل.           |

## حواشٍ
- 1: إعدام عبدالله بن سعود: قال الجبرتي في كتابه عجائب الآثار في التراجم والأخبار: | قائمة حروب السعودية | وصلت الأخبار أيضًا عن عبد الله بن سعود أنه لما وصل إلى إسلامبول طافوا به البلدة وقتلوه عند باب همايون وقتلوا أتباعه أيضًا في نواح متفرقة فذهبوا مع الشهداء | قائمة حروب السعودية |

- 2: بداية مرحلة تكوين الدولة السعودية الثانية: في شهر مايو سنة 1818 الموافق 1233 هـ غادر إبراهيم باشا نجداً بأمر من والده محمد علي.[70] وقد جرت محاولات لإعادة بناء دولة نجدية أولاها محاولة محمد بن مشاري آل معمر والذي أعاد إعمار الدرعية وانتقل إليها، لكنه لم يستمر طويلاً حيث استطاع مشاري بن الإمام سعود العودة إلى الدرعية بعد الفرار من السجن، وحاول ابن معمر محاربته ولم يستطع فبايع لمشاري ثم أهل سدير والمحمل وحريملاء وأهل الدرعية والكثير من أهل الوشم. بعد ذلك عاد بعض أفراد آل سعود الهاربين وأمر مشاري بالغزو وحارب أهل السلمية واستولى عليها وعلى اليمامة، ثم ذهب إلى الدلم حيث بايعه صاحبها ثم عاد إلى الدرعية.[70] بعد ازدياد قوة مشاري تم إبلاغ السلطان العثماني بذلك،[70] وانتقل ابن معمر إلى سدوس ليحشد ضد مشاري،[70] فقام لاحقاً بتحريك جيشه إلى الدرعية والقبض على مشاري. ثم تحرك إلى الرياض للقبض على تركي بن عبد الله الذي استطاع الهرب ثم مباغتة قوات ابن معمر في ضرمى، ومنها اتجه إلى الدرعية فقبض عليه وأخذه إلى الرياض حيث حبسه مع ابنه للضغط على عشيرته في سدوس ليعيدوا مشاري، وكانوا قد سلموه إلى الترك، فأمر تركي بقتلهما. لكن تركي لم يستطع البقاء في الرياض لعودة القوات المصرية إليها فهرب مرة أخرى.[70] بعد خروج القوات المصرية عاد تركي إلى عرقة، ثم انضم إليه أمير الوشم ثم سويد صاحب جلاجل ومن معه، وأعلن تركي الحرب وإخراج من تبقى من الترك من الرياض لكن سويد انسحب، وحاصر الأتراك تركي في عرقة ولكنهم اضطروا للانسحاب. بعد ذلك قام تركي بمهاجمة ضرما والاستيلاء عليها.[70] ثم كاتب أهل سدير فبايعوه ثم بايعه أهل جلاجل والزلفي ومنيخ والغاط ثم أهل حريملاء. بعد ذلك قرر تركي طرد الحامية التركية الوحيدة المتبقية في الرياض ولكنه لم يستطع لمعاونة فيصل الدويش لهم، وعندما انسحب الدويش حاصر تركي الرياض مرة أخرى فاستسلمت الحامية العسكرية وغادرت. بعد ذلك اختار تركي الرياض عاصمة له وأعاد بناء أسوارها وبناء جامعها.[70]

- 3: فترة النزاع في الحكم بين أبناء الإمام فيصل بن تركي: تولى عبدالله بن فيصل الحكم بعد وفاة والده فيصل بن تركي، وكان ذلك في شهر رجب سنة 1282 هـ / 1865م، وقد كان عبد الله هو أكبر أبناء فيصل بن تركي، بالإضافة إلى أنه كان قد تم توكيله في معظم أمور السلطة في آخر فترة حكم والده بعد أن أسندها إليه نتيجة لمرضه وكبر سنه، وكان أخوه محمد يعاونه في ذلك. لكنه لم يمض على تولّي عبد الله بن فيصل الحكم عام حتى خرج عليه أخوه سعود الذي كان يطمح إلى السلطة، حيث أن عبد الله وسعود كانا متنافسين من أيام حكم أبيهما. كان الإمام عبد الله بن فيصل يتمتع بشعبية كبيرة لدى حاضرة نجد، ولدى عدد من قبائلها؛ فقد كان له تأييد ودعم ضد منازعة أخيه له، ويؤيده العلماء وأسرة آل الشيخ. إلا أنه وبالرغم من ذلك فإن سعود قام بجمع الأتباع والمؤيدين له، وتمكن سعود من السيطرة على الأحساء بعد أن هزم قوات عبد الله التي كان يقودها أخيهما محمد سنة 1287 هـ / 1870م، بالإضافة إلى أن هناك عدة مواجهات قد دارت بين الطرفين ولكنها لم تكن فاصلة وقد ظل الصراع لفترة طويلة، الأمر الذي أدى إلى تمزّق وانحلال الدولة السعودية الثانية. في فترة الصراع سيطر العثمانيون على المنطقة الشرقية وبذلك انفصلت عن الدولة السعودية، لاحقاً وفي نهاية الأمر سيطر آل رشيد على البلاد النجدية كلها. مرض الإمام عبد الله بن فيصل مرضًا شديدًا، وكان وقتها في مدينة حائل عاصمة إمارة جبل شمر، وزاره أخوه عبد الرحمن فيها، فأشار عليه حاكمها محمد بن عبد الله الرشيد أن ينقل أخاه إلى الرياض، فتم نقله إليها ولكنه مات فيها بعد وصوله بمدة لا تتجاوز اليومين، وكان ذلك قبل سقوط الدولة السعودية الثانية بحوالي سنتين.[71][72][73]

- 4: يرى عثمان بن بشر أن سبب هذه التسمية هو كثرة ما سُبي فيها من الحلي والحلل والأثاث والأغنام والإبل، وقد ذكر حمد الجاسر أن السبية اسم لأقواز الرمل شرق الدهناء.[74]

- 5: مقتل شكسبير: طلب الملك عبد العزيز بن سعود قبل اشتداد المعركة من النقيب وليام شكسبير التنحي والتراجع لمكان آمن حتى تنتهي المعركة، إلا أنه رفض وبشدة واتخذ قرار مواصلة المعركة بجانب الملك، إلى أن أصيب أثناء المعركة برصاصة ومات من إثرها. لاحقاً قامت قوات ابن رشيد الظافرة بقطع رأسه، كما سلَّمت خوذته العسكرية للسلطات العثمانية والتي بدورها علقتها على أحد أبواب المدينة المنورة كدليل على تعاون السعوديين مع بريطانيا. لا يزال قبره موجود في مدينة الكويت بالقرب من برج الحمراء.[75]

- 6: هجمات تنظيم القاعدة في السعودية:
  - فبراير/ شباط 1995: هجوم بسيارة مفخخة على إدارة للحرس الوطني يؤدي إلى مقتل ستة أشخاص، من بينهم خمسة أمريكيين.
  - مايو/ أيار 2002: هجوم بثلاث سيارات مفخخة على مجمع سكني بالرياض تقطنه غالبية غربية، يسفر عن مقتل 26 شخصاً، إضافة إلى مقتل تسعة من المهاجمين.
  - نوفمبر/ تشرين الثاني 2003: هجوم بشاحنة مفخخة يستهدف مجمعاً سكنياً بالرياض، يسفر عن سقوط 17 قتيلاً و100 جريح.
  - 1 مايو/ أيار 2004: هجوم بمدينة ينبع يخلف ستة قتلى غربيين.
  - 29 مايو/ أيار 2004: مسلح يقتحم مجمعاً سكنياً في الخبر، ويحتجز عشرات الرهائن، أغلبهم موظفون في شركات نفط أجنبية، وخلفت العملية مقتل 19 غربياً وتمكن المهاجم من الفرار.
  - ديسمبر/ كانون الأول 2004: هاجم مسلحون مقر القنصلية الأمريكية بمدينة جدة، وخلف الهجوم خمسة قتلى من عمال القنصلية، إضافة إلى مقتل المهاجمين.
  - أغسطس/ آب 2009: حاول عبد الله عسيري المنتمي لتنظيم القاعدة اغتيال الأمير محمد بن نايف مساعد وزير الداخلية السعودي في منزله بجدة مستخدماً جوالا بشريحتين هاتفيتين، الأولى استخدمها في الحديث مع رفاقه باليمن لإعطاء الإشارة، والثانية كانت معدة لاستخدامها كصاعق للتفجير، ولكن بائت محاولته بالفشل.[76][77][78]

- 7: هجمات داعش في السعودية:
  - نوفمبر/ تشرين الثاني 2014 (حادثة الدالوة):استهدافت حسينية في قرية الدالوة في محافظة الأحساء بالأسلحة النارية راح ضحيتها ثمانية من المواطنين.[79]
  - يناير/ كانون الثاني 2015 (حادثة مركز سويف الحدودي): حاول أربعة من تنظيم داعش التسلل إلى الأراضي السعودية قادمين من العراق، بالقرب من مركز سويف التابع لجديدة عرعر وعند فشلهم فجر أحدهم نفسه وسط رجال الأمن ما أسفر عن مقتل 3 جنود.[80]
  - مارس/ آذار 2015 (استهداف دورية أمنية غرب الرياض): تعرضت إحدى دوريات الأمن في ضاحية لبن غرب مدينة الرياض لإطلاق نار من سيارة مجهولة الهوية مما نتج عنه إصابة رجلي أمن بإصابات غير مهددة للحياة.[81]
  - مايو/ آيار 2015 (قتل جندي والتمثيل بجثته): إطلاق نار على إحدى دوريات أمن المنشآت أثناء قيامها بمهمات الحراسة بمحيط موقع الخزن الاستراتيجي جنوب الرياض، نتج عنه مقتل جندي.[82]
  - مايو/ آيار 2015 (تفجير القديح): تفجير انتحاري في مسجد الإمام علي في القديح يوقع 22 قتيلاً.[83]
  - مايو/ آيار 2015 (تفجير العنود): تفجير انتحاري في جامع الإمام الحسين في مدينة الدمام شرق السعودية أسفر عن مقتل 4 مدنيين.[84]
  - أغسطس/ آب 2015 (تفجير مسجد قوات الطوارئ): تفجير انتحاري وقع في يوم الخميس 21 شوال 1436 هـ الموافق 6 أغسطس 2015 أثناء أداء صلاة الظهر بالمسجد [85]، ونتج عنه مقتل 15 شخص وهم: 5 رجال أمن من قوات الطوارئ، و 6 متدربون بالدورات الخاصة بأعمال الحج، و 4 عمال من الجنسية البنجلاديشية.[86]

- 8: خسائر القوات السعودية أثناء إخماد تمرد إخوان من طاع الله:

في معركة السبلة قتل من قوات الملك عبد العزيز 200 وجرح  200، كما قتل المئات في معركة أم رضمة. كذلك قامت قوات الإخوان بمهاجمة القوافل السعودية المتجهة إلى الشام.
- 9: إطلاق لقب السلطان على الإمام عبد العزيز: قال محمد المانع في كتابه توحيد المملكة العربية السعودية: | قائمة حروب السعودية | وحين أصبح ابن سعود حاكمًا على كل وسط الجزيرة العربية قرر المشائخ والعلماء أن يكرموه وأن يضيفوا عليه لقبًا خاصًا. فأقاموا احتفالًا عامًا في الرياض و أعلنوا أنه سلطان وإمام نجد. | قائمة حروب السعودية |

## كتب
- Bowen, Wayne H. (2008). The History of Saudi Arabia (بالإنجليزية). Westport, CN: Greenwood Press. p. 153. ISBN:978-0313340123. OCLC:166388162. Archived from the original on 2020-01-28.

## وصلات خارجية
- الحروب والمواجهات التي خاضتها السعودية.
- ماهي حروب السعودية التي خاضتها؟
- الحروب السعودية خلال 50 عامًا.